# Uzore
L’Uzore est un pays du Forez et du département de la Loire, près de Montbrison. Il doit son nom au mont d'Uzore, hauteur volcanique (basalte) qui s'élève au-dessus de la plaine du Forez et culmine à 535 m. L'appellation se retrouve dans le nom des communes de Chalain-d'Uzore et Saint-Paul-d'Uzore, de part et d'autre du mont d'Uzore ; elle est ancienne (In agro Solobrensi, in villa quae dicitur Usourus en 945 ; Ecclesia de Chalanno in Ysouro au XIe siècle).
Honoré d'Urfé mentionne dans L'Astrée le « bois d'Isoure », qui est comme une pointe dans le milieu de la plaine.